# IEC 60906-1

En kontakt enligt standarden IEC 60906-1

IEC 60906-1 är en internationell standard för 230V elektriska kontakter. Syftet med IEC 60906-1 är att skapa en gemensam standard för el-kontakter. Standarden publicerades första gången år 1986 under namnet ICE 60906-1. Sydafrika och Brasilien var de första länderna i världen som introducerade standarden. Redan under tidigt 1930-tal gjordes försök att standardisera el-kontakter.

## Historia
IEC (International Electrotechnical Commission - Internationella Elektrotekniska Kommittén) grundades år 1906 för att ge forskare en plattform där de kunde dela sina forskningsframsteg samt utveckla och kommersialisera elektrisk teknologi och maskineri. Under världsutställningen i St.Louis år 1904 insåg både forskare och ingenjörer att det behövdes standarder för elektrisk teknologi då de olika utställningarna som visades upp krävde olika spänningar och strömstyrkor med varierande frekvenser och kontakter. IEC fokuserade på standarder för elektriska maskinerier fram till slutet på första världskriget då man började fokusera på elektriska apparater som var avsedda för hem och arbete. 
År 1934 inleddes ett samarbete mellan IEC och holländska IFK (Internationale Fragens-Kommission - Internationella Frågekommittén), som jobbade med den elektriska standardiseringen inom Europa. En ny teknisk kommitté bildades under namnet TC 23. Samarbetet tog lång tid att påbörjas, mycket på grund av att andra världskriget bröt ut. TC 23 hade sitt första möte i Schweiz i oktober 1947, där man diskuterade ett möjligt samarbete med CEE (International Commission on Rules for the Approval of Electrical Equipment - Internationella Kommissionen för Regler för Godkännande av Elektrisk Utrustning). Detta ledde till den första versionen av publikation 7, år 1951, vilken bestod av de mest använda kontakterna och uttagen i Europa, exkluderat Storbritannien och Irland. År 1957 publicerade TC 23 den första versionen av IEC Publikation 83, som innehöll alla kontakter och uttag från CEE 7, samt de som användes i Storbritannien och USA. Denna publikation var en katalog med nationella standarder, och fick en andra version år 1975 samt statusen teknisk rapport.
År 1970 skapade IEC subkommittén 23C, som skulle jobba för en global standardisering av kontakter och uttag. År 1986 publicerades standarden IEC 906-1 (nuvarande IEC 60906-1) för apparater som använder 250V och runda stickkontakter. År 1992 publicerades IEC 906-2 (nuvarande IEC 60906-2) för apparater som använder 125V och platta stickkontakter.